# Londrina EC
Londrina Esporte Clube – brazylijski klub piłkarski z siedzibą w mieście Londrina leżącym w stanie Parana.

## Osiągnięcia
- Mistrz drugiej ligi brazylijskiej (Campeonato Brasileiro Série B): 1980
- Mistrz stanu Paraná (Campeonato Paranaense) (4): 1962, 1981, 1992, 2014

## Historia
Londrina założona została przez grupę sportowców, którzy oglądając na stadionie Rolândia towarzyski mecz między klubami Nacional i Vasco da Gama zdecydowali, że zamiast jeździć i oglądać mecze na stadionie Rolândia założą klub piłkarski we własnym mieście. Nowy klub o nazwie Londrina Futebol e Regatas powstał 5 kwietnia 1956 roku, a wybrane wtedy barwy biało-niebieskie obowiązują w klubie do dziś.
W roku 1969 dwa kluby z miasta Londrina – Londrina Futebol e Regatas i Paraná Esporte Clube dokonały fuzji tworząc klub Londrina Esporte Clube. Barwami połączonego klubu były czerwień i biel. W roku 1972 prezes klubu Carlos Antônio Franchello przywrócił klubowi barwy biało-niebieskie.